# Påste

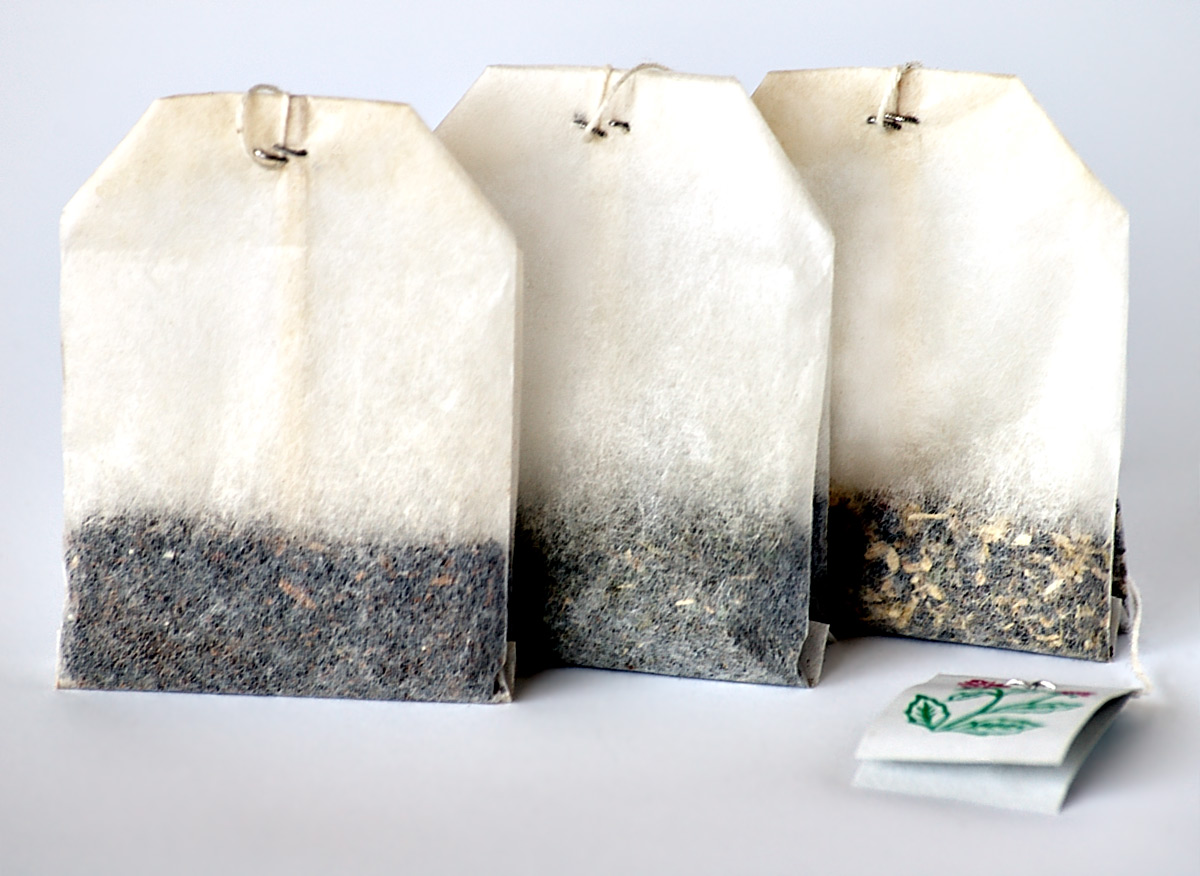
Klassiska tepåsar

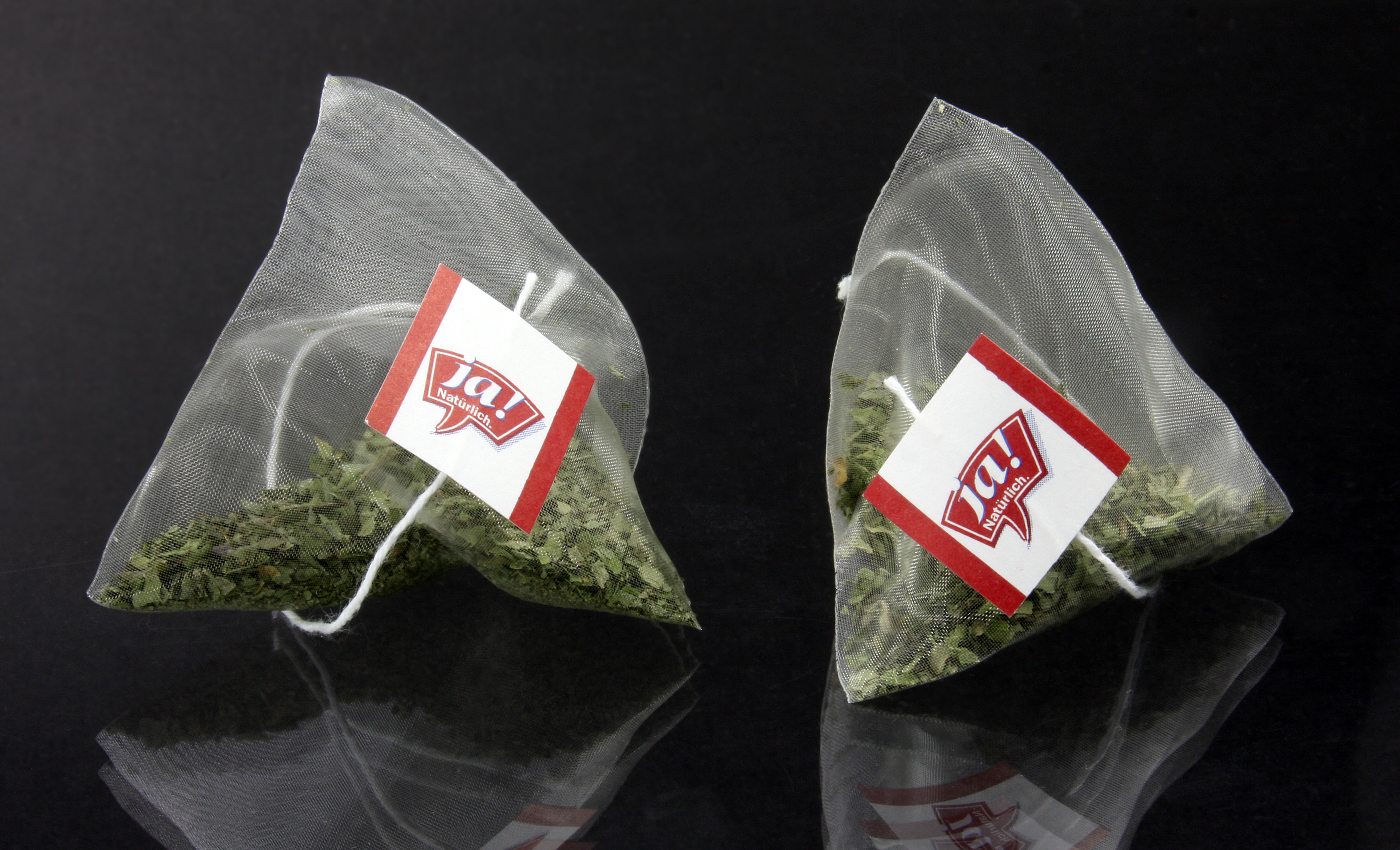
Tetraederformade tepåsar gjorda av den nedbrytningsbara plasten Polylaktid (PLA)

Påste är teblad som paketeras i påsar och säljs för engångsbruk. Stora teblad säljs som löste och mindre som påste. Vanligt svart te som ska bli påste klipps som regel till önskad storlek i tillverkningsprocessen. Det underlättar oxidationen och gör att påste drar snabbare än löste.
Idén med att förpacka te i påsar, kom från teimportören Thomas Sullivan i New York, 1908 började att förpacka sina varuprover på olika teblandningar i små 2-grams silkespåsar, som delades ut till kunderna. Mängden visade sig ge exakt rätt arom, styrka och färg till en kopp te. Kunderna upptäckte att påsarna kunde användas för att förenkla tillagningen. Thomas Sullivan fick ingen större ära av sin idé. Ett problem med de första tepåsarna var att teet fick en eftersmak som inte tilltalade kunderna. År 1929 utvecklade den unga ingenjören Adolf Rambold tepåsar som inte gav eftersmaken. Det möjliggjordes genom att med böjningsteknik och en klämma skapa ett tvåkammarsystem. Den nya påsen blev en succé.
Under 1930-talet var det billiga material som dominerade påsteförsäljningen i Nordamerika, för att tjugo år senare också accepteras i Storbritannien. 